# Население Китая

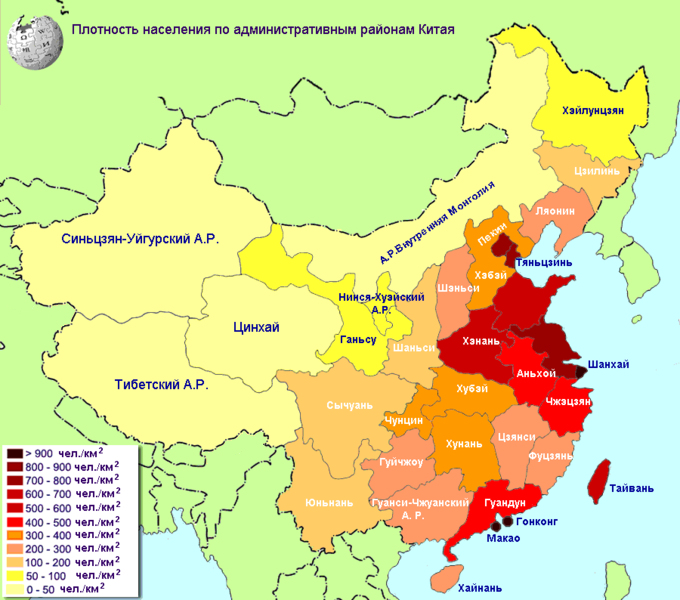
Плотность населения Китая в 2005.

Линия Хэйхэ — Тэнчун

Карта плотности населения Китая (2010 год)

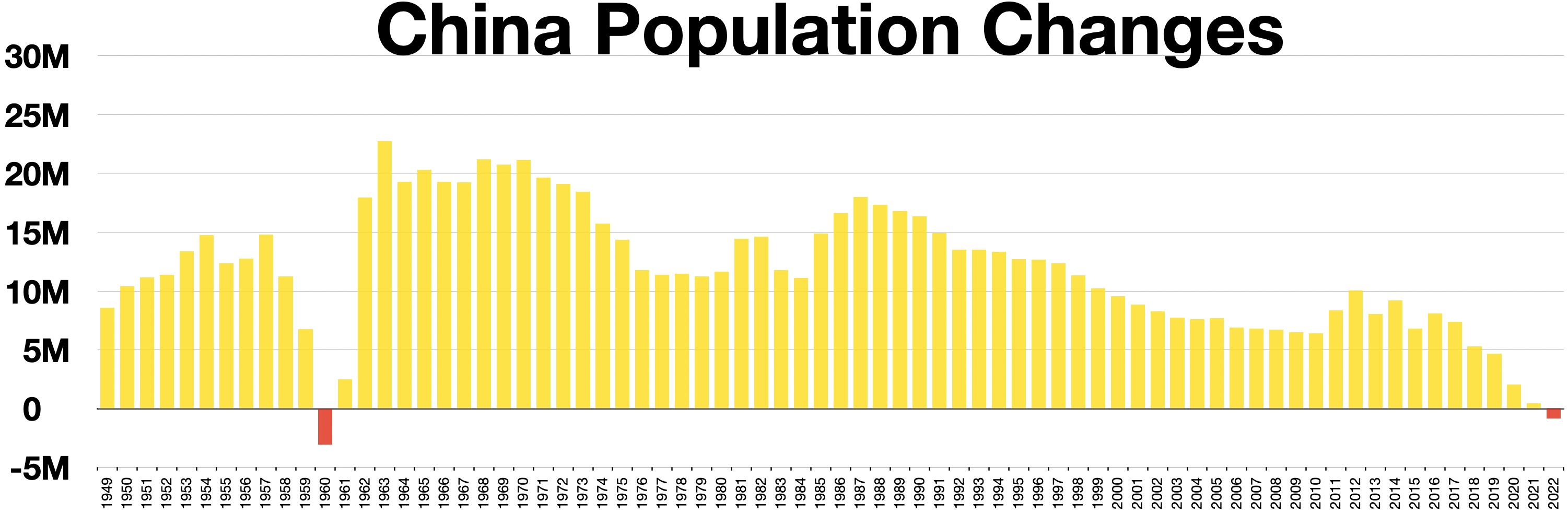
Темпы изменения численности населения Китая в 1949–2022 гг.

Население Китайской Народной Республики по данным седьмой национальной переписи населения Китайской Народной Республики, проведённой в 2020 году, по состоянию на 1 ноября 2020 года составляло 1,411 миллиарда человек, что делало её самой населённой страной мира.
Это на 5,38 % больше по сравнению с Шестой национальной переписью населения КНР, проведённой в 2010 году. В двух провинциях КНР население превысило 100 млн чел: Гуандун — 126 012 510 чел и Шаньдун — 101 527 453 чел. Самая малонаселённая провинция КНР: Тибетский автономный район — 3 648 100 чел. Провинции с самым высоким процентом роста населения в основном расположены на юго-восточном побережье и западе КНР — Гуандун, Чжэцзян, Хайнань, Тибетский автономный район и Синьцзян-Уйгурский автономный район. Провинции, где произошло снижение населения, в основном расположены на северо-востоке и севере КНР — Хэйлунцзян, Гирин, Ляонин, Внутренняя Монголия, Шаньси и Ганьсу. Плотность населения составила 147,11 чел./км². Городское население — 63,89 % (2020 год). Китай уже более 2000 лет является крупнейшим по населению государством, а по состоянию на XXI век превосходит по населению любой из континентов (кроме Азии).
Усугубляющим фактором демографического кризиса в Китае, является то, что в Китае, как и практически во всех странах Восточной Азии (кроме Монголии), один из самых низких уровней суммарного коэффициента рождаемости в мире (наряду со странами Европы). По состоянию на 2020 год в Китае СКР составлял — 1,3 ребёнка на одну женщину (2020). Для примера в Республике Корее в 2020 году была зафиксирована самая низкая рождаемость в мире — СКР составил 0,84. Население стран Восточной Азии (кроме Монголии) находясь в общемировом процессе старения населения Земли (кроме Африки южнее Сахары) и вызванного им уже в ряде стран, как развитых так и развивающихся, демографического кризиса, наряду с население Европы и рядом стран Юго-Восточной Азии (таких как Сингапур и Таиланд), имеет самый высокий средний возраст населения и подвержено наиболее быстрому старению населения на планете Земля. Но, в отличие от стран Европы, страны Восточной Азии имеют зачастую более строгую иммиграционную политику, что не позволяет им притормаживать, как в странах Европы, процессы естественного старения населения, и как следствие всё более растущей смертности и естественной убыли населения, а также роста среднего возраста населения. Население Китая характеризуется высоким средним возрастом, что является следствием политики «одна семья — один ребёнок». По итогам 2023 года число рождений составило 9,02 миллиона при с рождаемостью 6,77 на тысячу населения (1,07 ребёнка на женщину). Темпы прироста населения КНР за последние три года сократились практически в 10 раз.
Из-за того, что китайцы, как другие народы Восточной Азии (японцы, корейцы и т. д.), предпочитают селиться в плотно заселённых, крупных экономических центрах и агломерациях, где больше социально-экономических возможностей и лучше развита инфраструктура, возникают проблемы диспропорций в населённости страны (примеры: концентрация в Токио, разделение на север и юг на Тайване, план переноса столицы Южной Кореи и т. д.). Это ведёт к чрезмерной перенаселённости и высокой плотности населения крупных городов и городских агломераций и в свою очередь к депопуляции в сельской и малонаселённой местности. Китай заселён крайне неравномерно, воображаемая линия Хэйхэ — Тэнчун делит территорию Китая на две неравномерные по населению части: к западу от линии — 57 % территории Китая — живёт только 6 % населения страны (2015 год); к востоку от линии — 43 % территории Китая — живёт 94 % населения страны (2015 год). Большая часть роста населения Китая к западу от линии Хэйхэ — Тэнчун происходит только в самых крупных городах, таких как: Урумчи, Ланьчжоу, Ордос и Иньчуань.
Для КНР характерны высокие темпы урбанизации: доля городского населения в стране в 1978—2020 годах возросла с 17,92 % до 63,89 %.
По данным на 2023 год население Китая снизилось впервые за 60 лет, его численность упала до 1,411 миллиарда человек, что на 850 тысяч человек меньше, чем в конце 2021 года.

## Материковый Китай
Население материковой части Китая составляло 1 242 612 226 жителей по данным на 1 ноября 2000. Несколько лет спустя, к 6 января 2005, оно официально достигло 1,3 млрд. Население материковой части Китая составляло 1 411 778 724 жителей по данным на 1 ноября 2020 Целью правительства являлась политика одна семья — один ребёнок, с исключениями в сельских районах и для этнических меньшинств. Цель правительства заключалась в том, чтобы стабилизировать численность населения в конце ХХ – начале XXI века, хотя по некоторым нынешним прогнозам население Китая будет колебаться от 1,4 млрд до 1,6 млрд человек к 2035 году. В 2015 году Коммунистическая партия Китая объявила об окончании политики «одна семья — один ребёнок». С 1 января 2016 года все семьи имеют право заводить двух детей.
Религия играет важную роль в жизни многих китайцев. Наиболее распространёнными религиозными течениями в Китае являются конфуцианство, даосизм и буддизм, причём вера отдельного человека в одну из этих трёх религий не исключает его веру в остальные. Наиболее распространённой является буддизм, по опросам около 100 млн человек. Всего 18,2 % населения Китая исповедуют буддизм. Также практикуется традиционный даосизм. Официальные цифры показывают, что в стране насчитывается 18 миллионов мусульман, 8 миллионов католиков и 10 миллионов протестантов, хотя по неофициальным данным эти цифры намного выше.
Языки общения включают «стандартный китайский» или путунхуа (основанный на пекинском диалекте севернокитайского языка), а также другие китайские идиомы (диалекты) (юэ (кантонский), у, минь (хокло-тайваньский), гань, хакка, сян), языки национальных меньшинств.

## Макао
95 % населения Макао составляют ханьцы; в основном это кантонцы и некоторые хакка из соседней провинции Гуандун. Остальные являются португальцами или имеют смешанное китайско-португальское происхождение. Официальными языками являются португальский и путунхуа, хотя жители в основном говорят на кантонском. Английский употребляется в туристических районах.

## Переписи населения

Среднегодовые темпы прироста населения в каждой китайской провинции в период с 2010 по 2020 год по данным Китайского национального статистического бюро.

Переписи населения в КНР проводились в 1953, 1964 и 1982 годах. В 1987 правительство назначило следующую перепись на 1990 год, а каждую последующую — через 10 лет. Результаты переписи 1982 года, показавшей 1 008 180 738 жителей, считаются более достоверными, чем результаты двух предшествовавших переписей (1953—582 млн). В проведении переписи 1982 года помогали международные организации, в том числе Фонд ООН в области деятельности народонаселения (UNFPA), пожертвовавший 15,6 млн долларов.
По переписи 2000 года население КНР составило 1,2 млрд человек.
Население КНР к концу 2006 года увеличилось на 114 млн и составило 1,314 млрд человек (1 314 480 000 человек).
- Текущее население: 1 409 670 000 чел.(перепись 2024)[2][3][4][5].
- Прирост населения: 0,53 % (2020).
  - Суммарный коэффициент рождаемости: 1,3 ребёнка на одну женщину (2020)[2][3][4][5].
- Смертность: 9,595 на 1000 человек (2019).

Возраст:
- 0—14 лет: 17,95 % (253 383 938 чел.) (2020);
- 15—64 года: 68,55 % (967 759 506 чел.) (2020);
- 65 лет и выше: 13,50 % (190 635 280 чел.) (2020).

Пол:
- При рождении: 1,12 м./ж. (2006);
- До 15 лет: 1,13 м./ж. (2006);
- 15—64 года: 1,06 м./ж. (2006).

Последняя перепись 1 января 2024 года, по результатам которой население КНР составило 1,409 млрд человек.

## Численность населения КНР с 1949 по 2024 год
| Год (на 31 декабря) | Численность населения | Количество родившихся | Количество умерших | Естественный прирост населения | Рождений (на 1000 человек) | Смертей (на 1000 человек) | Естественный прирост (на 1000 человек) | Суммарный коэффициент рождаемости |
| ------------------- | --------------------- | --------------------- | ------------------ | ------------------------------ | -------------------------- | ------------------------- | -------------------------------------- | --------------------------------- |
| 1938                | 537 371 000           | 19 345 000            | 10 747 000         | 8 598 000                      | 36,0                       | 20,0                      | 16,0                                   |                                   |
| 1950                | 546 815 000           | 20 232 000            | 9 843 000          | 10 389 000                     | 37,0                       | 18,0                      | 19,0                                   | 5,29                              |
| 1951                | 557 480 000           | 21 073 000            | 9 923 000          | 11 150 000                     | 37,8                       | 17,8                      | 20,0                                   |                                   |
| 1952                | 568 910 000           | 21 050 000            | 9 671 000          | 11 379 000                     | 37,0                       | 17,0                      | 20,0                                   |                                   |
| 1953                | 581 390 000           | 21 511 000            | 8 139 000          | 13 372 000                     | 37,0                       | 14,0                      | 23,0                                   |                                   |
| 1954                | 595 10 000            | 22 604 000            | 7 846 000          | 14 758 000                     | 37,97                      | 13,18                     | 24,79                                  |                                   |
| 1955                | 608 655 000           | 19 842 000            | 7 474 000          | 12 368 000                     | 32,60                      | 12,28                     | 20,32                                  | 5,98                              |
| 1956                | 621 465 000           | 19 825 000            | 7 085 000          | 12 740 000                     | 31,90                      | 11,40                     | 20,50                                  |                                   |
| 1957                | 637 405 000           | 21 691 000            | 6 884 000          | 14 807 000                     | 34,03                      | 10,80                     | 23,23                                  |                                   |
| 1958                | 653 235 000           | 19 088 000            | 7 826 000          | 11 262 000                     | 29,22                      | 11,98                     | 17,24                                  |                                   |
| 1959                | 666 005 000           | 16 504 000            | 9 717 000          | 6 787 000                      | 24,78                      | 14,59                     | 10,19                                  |                                   |
| 1960                | 667 070 000           | 13 915 000            | 16 964 000         | −3 049 000                     | 20,86                      | 25,43                     | −4,57                                  | 3,99                              |
| 1961                | 660 330 000           | 11 899 000            | 9 403 000          | 2 496 000                      | 18,02                      | 14,24                     | 3,78                                   |                                   |
| 1962                | 665 770 000           | 24 640 000            | 6 671 000          | 17 969 000                     | 37,01                      | 10,02                     | 26,99                                  |                                   |
| 1963                | 682 335 000           | 29 593 000            | 6 851 000          | 22 742 000                     | 43,37                      | 10,04                     | 33,33                                  |                                   |
| 1964                | 698 355 000           | 27 334 000            | 8 031 000          | 19 303 000                     | 39,14                      | 11,50                     | 27,64                                  |                                   |
| 1965                | 715 185 000           | 27 091 000            | 6 794 000          | 20 297 000                     | 37,88                      | 9,50                      | 28,38                                  | 6,02                              |
| 1966                | 735 400 000           | 25 776 000            | 6 494 000          | 19 282 000                     | 35,05                      | 8,83                      | 26,22                                  |                                   |
| 1967                | 754 550 000           | 25 625 000            | 6 361 000          | 19 264 000                     | 33,96                      | 8,43                      | 25,53                                  |                                   |
| 1968                | 774 510 000           | 27 565 000            | 6 359 000          | 21 206 000                     | 35,59                      | 8,21                      | 27,38                                  |                                   |
| 1969                | 796 025 000           | 27 152 000            | 6 392 000          | 20 760 000                     | 34,11                      | 8,03                      | 26,08                                  |                                   |
| 1970                | 818 315 000           | 27 356 000            | 6 219 000          | 21 137 000                     | 33,43                      | 7,60                      | 25,83                                  | 5,75                              |
| 1971                | 841 105 000           | 25 780 000            | 6 157 000          | 19 623 000                     | 30,65                      | 7,32                      | 23,33                                  |                                   |
| 1972                | 862 030 000           | 25 663 000            | 6 560 000          | 19 103 000                     | 29,77                      | 7,61                      | 22,16                                  |                                   |
| 1973                | 881 940 000           | 24 633 000            | 6 209 000          | 18 424 000                     | 27,93                      | 7,04                      | 20,89                                  |                                   |
| 1974                | 900 350 000           | 22 347 000            | 6 609 000          | 15 738 000                     | 24,82                      | 7,34                      | 17,48                                  |                                   |
| 1975                | 916 395 000           | 21 086 000            | 6 708 000          | 14 378 000                     | 23,01                      | 7,32                      | 15,69                                  | 3,58                              |
| 1976                | 930 685 000           | 18 530 000            | 6 747 000          | 11 783 000                     | 19,91                      | 7,25                      | 12,66                                  |                                   |
| 1977                | 943 455 000           | 17 860 000            | 6 482 000          | 11 378 000                     | 18,93                      | 6,87                      | 12,06                                  |                                   |
| 1978                | 956 165 000           | 17 450 000            | 5 976 000          | 11 474 000                     | 18,25                      | 6,25                      | 12,00                                  |                                   |
| 1979                | 969 005 000           | 17 268 000            | 6 018 000          | 11 250 000                     | 17,82                      | 6,21                      | 11,61                                  |                                   |
| 1980                | 981 235 000           | 17 868 000            | 6 221 000          | 11 647 000                     | 18,21                      | 6,34                      | 11,87                                  | 2,32                              |
| 1981                | 993 885 000           | 20 782 000            | 6 321 000          | 14 461 000                     | 20,91                      | 6,36                      | 14,55                                  |                                   |
| 1982                | 1 008 065 000         | 21 260 000            | 6 653 000          | 14 607 000                     | 22,28                      | 6,60                      | 15,68                                  |                                   |
| 1983                | 1 020 180 000         | 18 996 000            | 7 223 000          | 11 773 000                     | 20,19                      | 6,90                      | 13,29                                  |                                   |
| 1984                | 1 034 750 000         | 18 022 000            | 6 890 000          | 11 132 000                     | 19,90                      | 6,82                      | 13,08                                  |                                   |
| 1985                | 1 045 320 000         | 21 994 000            | 7 087 000          | 14 907 000                     | 21,04                      | 6,78                      | 14,26                                  | 2,65                              |
| 1986                | 1 066 790 000         | 23 928 000            | 7 318 000          | 16 610 000                     | 22,43                      | 6,86                      | 15,57                                  |                                   |
| 1987                | 1 084 035 000         | 25 291 000            | 7 285 000          | 18 006 000                     | 23,33                      | 6,72                      | 16,61                                  |                                   |
| 1988                | 1 101 630 000         | 24 643 000            | 7 315 000          | 17 328 000                     | 22,37                      | 6,64                      | 15,73                                  |                                   |
| 1989                | 1 118 650 000         | 24 140 000            | 7 316 000          | 16 824 000                     | 21,58                      | 6,54                      | 15,04                                  |                                   |
| 1990                | 1 135 185 000         | 23 910 000            | 7 570 000          | 16 340 000                     | 21,06                      | 6,67                      | 14,39                                  | 2,43                              |
| 1991                | 1 150 780 000         | 22 650 000            | 7 710 000          | 14 940 000                     | 19,68                      | 6,70                      | 12,98                                  |                                   |
| 1992                | 1 164 970 000         | 21 250 000            | 7 740 000          | 13 510 000                     | 18,24                      | 6,64                      | 11,60                                  |                                   |
| 1993                | 1 178 440 000         | 21 320 000            | 7 820 000          | 13 500 000                     | 18,09                      | 6,64                      | 11,46                                  |                                   |
| 1994                | 1 191 835 000         | 21 100 000            | 7 740 000          | 13 360 000                     | 17,70                      | 6,49                      | 11,21                                  |                                   |
| 1995                | 1 204 855 000         | 20 630 000            | 7 920 000          | 12 710 000                     | 17,12                      | 6,57                      | 10,55                                  | 1,68                              |
| 1996                | 1 217 550 000         | 20 670 000            | 7 990 000          | 12 680 000                     | 16,98                      | 6,56                      | 10,41                                  |                                   |
| 1997                | 1 230 075 000         | 20 380 000            | 8 010 000          | 12 370 000                     | 16,57                      | 6,51                      | 10,06                                  |                                   |
| 1998                | 1 241 935 000         | 19 420 000            | 8 070 000          | 11 350 000                     | 15,64                      | 6,50                      | 9,14                                   |                                   |
| 1999                | 1 252 735 000         | 18 340 000            | 8 090 000          | 10 250 000                     | 14,64                      | 6,46                      | 8,18                                   |                                   |
| 2000                | 1 262 645 000         | 17 710 000            | 8 140 000          | 9 570 000                      | 14,03                      | 6,45                      | 7,58                                   | 1,45                              |
| 2001                | 1 271 850 000         | 17 020 000            | 8 180 000          | 8 840 000                      | 13,38                      | 6,43                      | 6,95                                   |                                   |
| 2002                | 1 280 400 000         | 16 470 000            | 8 210 000          | 8 260 000                      | 12,86                      | 6,41                      | 6,45                                   |                                   |
| 2003                | 1 288 400 000         | 15 990 000            | 8 250 000          | 7 740 000                      | 12,41                      | 6,40                      | 6,01                                   |                                   |
| 2004                | 1 296 075 000         | 15 930 000            | 8 320 000          | 7 610 000                      | 12,29                      | 6,42                      | 5,87                                   |                                   |
| 2005                | 1 303 720 000         | 16 170 000            | 8 490 000          | 7 680 000                      | 12,40                      | 6,51                      | 5,89                                   | 1,53                              |
| 2006                | 1 311 020 000         | 15 840 000            | 8 920 000          | 6 920 000                      | 12,08                      | 6,79                      | 5,28                                   | 1,52                              |
| 2007                | 1 317 885 000         | 15 940 000            | 9 130 000          | 6 810 000                      | 12,10                      | 6,91                      | 5,17                                   | 1,54                              |
| 2008                | 1 324 655 000         | 16 080 000            | 9 350 000          | 6 730 000                      | 12,14                      | 7,04                      | 5,08                                   | 1,56                              |
| 2009                | 1 331 260 000         | 16 150 000            | 9 430 000          | 6 720 000                      | 11,95                      | 7,08                      | 4,87                                   | 1,54                              |
| 2010                | 1 337 705 000         | 15 920 000            | 9 510 000          | 6 410 000                      | 11,90                      | 7,11                      | 4,79                                   | 1,54                              |
| 2011                | 1 345 035 000         | 17 970 000            | 9 600 000          | 8 370 000                      | 13,27                      | 7,14                      | 6,13                                   |                                   |
| 2012                | 1 354 190,000         | 19 730 000            | 9 660 000          | 10 070 000                     | 14,57                      | 7,13                      | 7,43                                   |                                   |
| 2013                | 1 363 240 000         | 17 760 000            | 9 720 000          | 8 040 000                      | 13,03                      | 7,13                      | 5,9                                    |                                   |
| 2014                | 1 371 860 000         | 18 970 000            | 9 770 000          | 9 200 000                      | 13,83                      | 7,12                      | 6,71                                   |                                   |
| 2015                | 1 379 860 000         | 16 550 000            | 9 750 000          | 6 800 000                      | 11,99                      | 7,07                      | 4,93                                   | 1,57                              |
| 2016                | 1 387 790 000         | 17 860 000            | 9 770 000          | 8 090 000                      | 12,95                      | 7,09                      | 5,86                                   | 1,70                              |
| 2017                | 1 396 215 000         | 17 230 000            | 9 860 000          | 7 370 000                      | 12,64                      | 7,06                      | 5,58                                   | 1,67                              |
| 2018                | 1 402 760 000         | 15 230 000            | 9 930 000          | 5 300 000                      | 10,86                      | 7,08                      | 3,78                                   | 1,55                              |
| 2019                | 1 407 745 000         | 14 650 000            | 9 980 000          | 4 670 000                      | 10,41                      | 7,09                      | 3,32                                   | 1,50                              |
| 2020                | 1 411 100 000         | 12 020 000            | 9 970 000          | 2 050 000                      | 8,52                       | 7,07                      | 1,45                                   | 1,30                              |
| 2021                | 1 412 360 000         | 10 620 000            | 10 140 000         | 480 000                        | 7,52                       | 7,18                      | 0,34                                   | 1,16                              |
| 2022                | 1 411 750 000         | 9 560 000             | 10 410 000         | −850 000                       | 6,77                       | 7,37                      | −0,60                                  | 1,09                              |
| 2023                | 1 409 670 000         | 9 020 000             | 11 100 000         | −2 080 000                     | 6,39                       | 7,87                      | −1,48                                  | 1,07                              |
| 2024                | 1 408 280 000         | 9 540 000             | 10 930 000         | −1 390 000                     | 6,77                       | 7,76                      | -0,99                                  | 1,15                              |

## Ожидаемая продолжительность жизни
| Год  | Ожидаемая продолжительность жизни |
| ---- | --------------------------------- |
| 1960 | 43,72                             |
| 2014 | 76,72                             |
| 2019 | 77,97                             |
| 2021 | 78,21                             |

## Динамика рождаемости
| Период    | Локализация  | TMFR (СКР на брак) | TFR (СКР на население) | Размер выборки |
| --------- | ------------ | ------------------ | ---------------------- | -------------- |
| 1296—1864 | Хунань       | 6,0                | –                      | 2670           |
| 1462—1864 | Аньхой       | 6,1                | –                      | 1654           |
| 1517—1877 | Цзянсу       | 5,8                | –                      | 1784           |
| 1520—1661 | Аньхой       | 5,4-8,2            | –                      | 11 804         |
| 1700—1890 | Пекин        | 5,3                | –                      | 3178           |
| 1774—1873 | Ляонин       | 6,3                | –                      | 3000           |
| 1929—1931 | 22 провинции | 6,2                | 5,5                    | 50 000         |
| 1950      | Китай        | 5,8                | 5,3                    | 300 000        |
| 1955      | Китай        | 6,2                | 6,0                    | 300 000        |
| 1960      | Китай        | 4,1                | 4,0                    | 300 000        |
| 1965      | Китай        | 6,3                | 6,0                    | 300 000        |
| 1970      | Китай        | 6,2                | 5,8                    | 300 000        |
| 1975      | Китай        | 4,4                | 3,6                    | 300 000        |
| 1980      | Китай        | 3,2                | 2,3                    | 300 000        |
| 1985      | Китай        | -                  | 2,2                    | 500 000        |
| 1990      | Китай        | -                  | 2,3                    | 70 000         |
| 1992      | Китай        | -                  | 2,0                    | –              |

| период    | TMFR мальчиков (16-50) | TMFR мальчиков (20+) | TMFR девочек (16-50) | TMFR девочек (20+) |
| --------- | ---------------------- | -------------------- | -------------------- | ------------------ |
| 1790—1799 | 2,23                   | 1,84                 | 1,17                 | 0,90               |
| 1800—1809 | 2,00                   | 1,64                 | 0,88                 | 0,71               |
| 1810—1819 | 1,59                   | 1,37                 | 0,67                 | 0,54               |
| 1820—1829 | 2,22                   | 1,93                 | 0,86                 | 0,73               |
| 1830—1839 | 1,82                   | 1,54                 | 0,58                 | 0,50               |
| все       | 1,94                   | 1,65                 | 0,80                 | 0,66               |

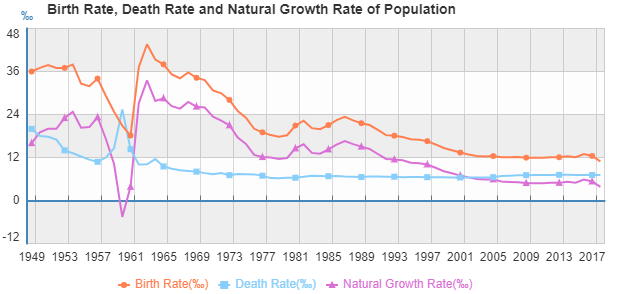
Динамика рождаемости, Смертности и Естественного прироста населения Китая за 1948—2018 годы

По предположению учёных суммарный коэффициент рождаемости в браке в историческом Китае составлял в среднем от 6 до 7,5 детей на брак, но с учётом неполной брачности суммарный коэффициент рождаемости находился в среднем между 5 и 6 детьми на женщину. Суммарный коэффициент рождаемости в браке в Daoyi составлял 4,2, но учёные повышают этот показатель в среднем до 6,3 детей на брак из-за недоучёта детей. В 1900 году суммарный коэффициент рождаемости в уезде Юньлин на Тайване составлял 5,3. Согласно демографическим исследованиям Buck в 1929—1931 годах в сельских районах Китая ожидаемая продолжительность жизни при рождении была 24,2 года, коэффициент младенческой смертности 300 на тысячу рождений, общий коэффициент рождаемости 41,2 на тысячу человек, общий коэффициент смертности 41,5 на тысячу человек, а суммарный коэффициент рождаемости 5,5. По мнению китайского демографа Да Чжэня в 1934 году рождаемость была 38,0, смертность — 33,0, естественный прирост — 5,0 человек на 1000 жителей. Согласно ретроспективным исследованиям 1982 года рождаемость в Китае в конце 1940-х годов была чуть ниже СКР=5 и равнялась СКР=5,3 в 1950 году, после проведения земельной реформы и разрушения традиционной системы планирования семьи рождаемость немного повысилась, но всё-равно редко превышала СКР=6. Некоторые исследователи оценивают суммарный коэффициент рождаемости в Китае с 1949 по 1958 год в 6 детей на одну женщину. В КНР с 1980-х годов отмечается постепенный спад рождаемости, особенно резкий в 1990—2000 годах. В 1982 году рождаемость в Поднебесной составила 18,53 человека на 1 тыс. жителей, в 1990 году — 21,06 человек, в 2000 году — 14,03 человека, в 2010 году — 11,90 человек. В настоящее время высокая рождаемость в Китае наблюдается преимущественно в окраинных и западных регионах: 14,4-14,6 промилле в Гуанси и на Хайнане, 15,2-15,8 — в Цинхае, Нинся и Синьцзяне, 17,4 — в Тибете, 6-7 промилле в Северо-Восточном Китае и городах центрального подчинения. Поэтому коэффициенты естественного прироста в западных регионах тоже выше: 8,3-8,7 промилле в Гуанси и на Хайнане, 9,0-10,8 — в Цинхае, Нинся и Синьцзяне и 11,7 — в Тибете, в крупных городах, в центральных и восточных районах — 1,1-3,4 промилле.

## Демографический кризис и старение населения Китая
Основная статья: Старение Китая
Китай находится в общемировом демографическом тренде глобального старения населения Земли (кроме Африки южнее Сахары) и вызванного им уже в ряде стран, как развитых так и развивающихся, демографического кризиса. Согласно данным демографического прогноза ООН 2019 года, общий коэффициент рождаемости в Китае с 2020 по 2100 год будет в диапазоне от 1,70 рождений на одну женщину до 1,77 рождений на одну женщину. В связи с этим в ряде регионов мира начинают нарастать дефляционные тенденции вызванные старением населения, демографическим кризисом, изменением спроса и уменьшением потребительской активности. Богатые развитые страны Европы и Азии часто решают проблему демографического кризиса, увеличивая квоты на ввоз большего числа иностранной рабочей силы, что в свою очередь бедные, экономически не привлекательные как для квалифицированной, так и для неквалифицированной иностранной рабочей силы, развивающиеся страны себе позволить не могут. Как пример, экономика Китая может столкнуться с широко обсуждаемой в китайских государственных СМИ проблемой: Китай может постареть быстрее, чем его население разбогатеет, что может привести к замедлению роста уровня жизни в Китае и сближения его по зарплатам с другими развитыми и богатыми экономиками Азии: Японией, Республикой Корея, Китайской Республикой, Сингапуром, Гонконгом, и в худшем случае к экономическому застою, подобному японскому, наблюдаемому в Японии уже почти три десятилетия. Но с учётом, что Япония является экономически развитой, богатой страной, с высокими зарплатами, а Китай лишь развивающейся. Аналогичная история с Россией, Украиной, Белоруссией, но уже по отношению к экономически развитым странам Европы: Швейцарии, Германии, Франции, Норвегии, Исландии, Ирландии, Словении и т. д.

## Будущая депопуляция в Китае
2 января 2019 г. издание South China Morning Post со ссылкой на доклад экономиста Пекинского университета Су Цзяня и демографа Висконсинского университета И Фусяня сообщило о сокращении населения Китая в 2018 году на 1,27 миллиона человек.
За всю новейшую историю Китая (с 1949 года) это один из худших показателей, меньше 15 миллионов человек родилось только во время эпидемии голода и стихийных бедствий в 1960 и 1961 годах. По мнению исследователей, эта тенденция может стать необратимой. Женщин детородного возраста в Китае намного меньше, чем мужчин, к тому же многие семьи отказываются заводить детей из-за высоких расходов на медицинскую помощь и образование. В 2021 году, глава Государственного управления статистики Китая Нин Цзичжэ, сообщил, что в 2020 году в Китае родилось 12 млн детей - в полтора раза меньше, чем в 2016 году.
Летом 2022 года глава отдела народонаселения и семейных дел Национальной комиссии здравоохранения Ян Вэньчжуан заявил, что темпы роста населения Китая значительно замедлились, и, как ожидается, к 2025 году население страны перестанет расти, начнется естественная убыль.

### Прогнозы ООН
По прогнозу ООН, опубликованному 11 июля 2022 года, к 2023 году Индия обгонит Китай и выйдет на первое место по населению. Прогнозируется, что с 2022 года население Китая начнет уменьшаться и к 2100 году составит 781 млн. чел., а население Индии будет расти до 2064 года, когда оно достигнет 1,7 млрд. чел., но затем также начнет сокращаться (до 1,5 млрд. чел. к 2100 году). Ожидается, что кроме Индии и Китая в первой десятке стран по населению к 2100 году также будут Нигерия (546 млн.), Пакистан (487 млн.), Конго (432 млн.), США (394 млн.), Эфиопия (324 млн.), Индонезия (297 млн.), Танзания (245 млн.) и Египет (205 млн.).

### Прогноз Вашингтонского университета
По прогнозам учёных из Вашингтонского университета, сделанных в июле 2020 года, к 2050 году в 151 стране, а к 2100 году уже в 183 из 195 стран мира, рождаемость упадёт ниже уровня воспроизводства населения (2,1 рождения на одну женщину), необходимого для поддержания численности населения на одном уровне. Ожидается, что численность населения к 2100 году сократится как минимум наполовину в 23 странах мира, и что ещё в 34 странах произойдёт сокращение населения от 25 до 50%, включая Китай. Население Китая сократится с 1,4 миллиарда человек в 2017 году до 792 миллионов в 2100 году, что сделает Китай только второй по населению страной в мире после Индии (1,09 миллиарда человек).

## Национальный состав

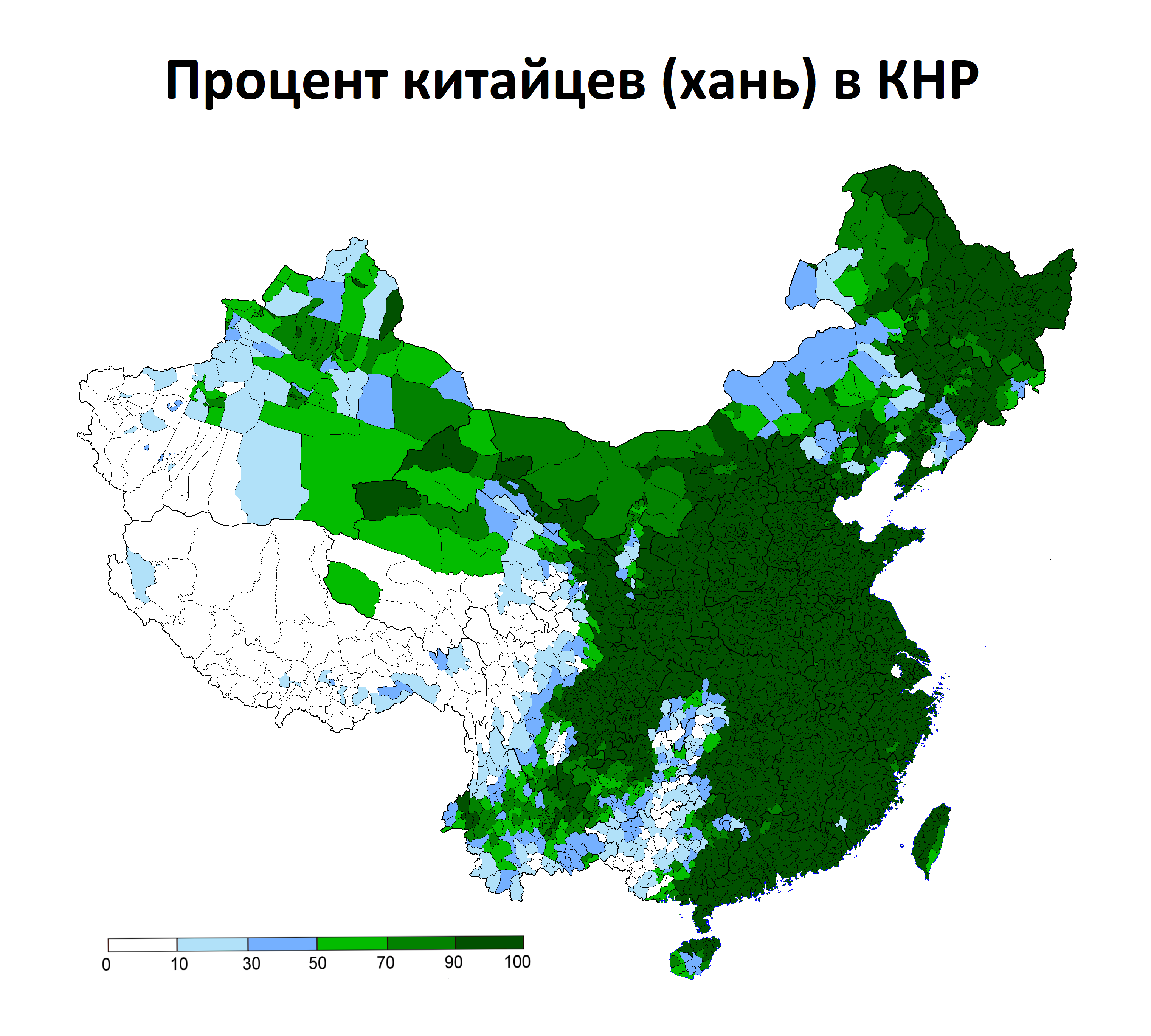
Процент китайцев в КНР по районам и уездам

Этнический состав населения административных образований КНР по переписи 2000 года

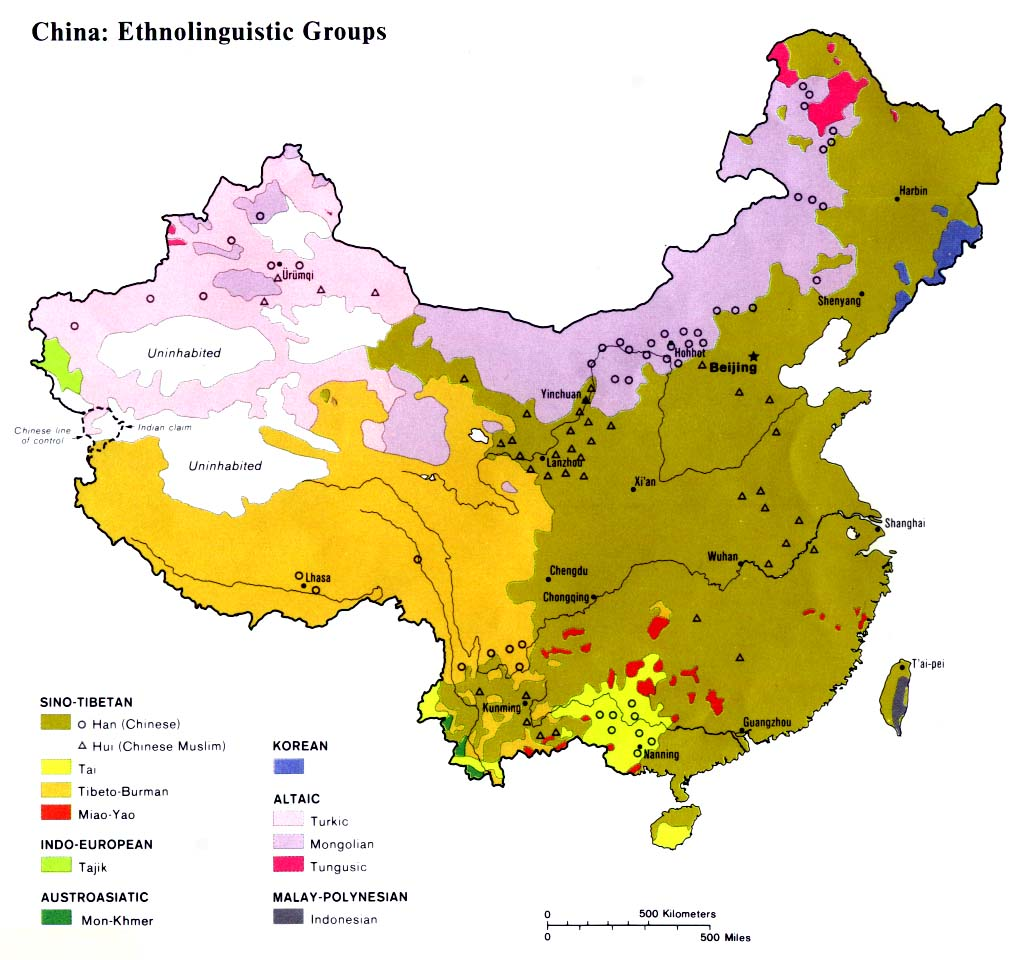
Этнолингвистическая карта Китайской Народной Республики и Республики Китай (Тайваня)

| Народ       | Перепись 1953 | Перепись 1953 | Перепись 1964 | Перепись 1964 | Перепись 1982 | Перепись 1982 | Перепись 1990 | Перепись 1990 | Перепись 2000 | Перепись 2000 | Перепись 2010 | Перепись 2010 | Перепись 2020 | Перепись 2020 |
| Народ       | Численность   | %             | Численность   | %             | Численность   | %             | Численность   | %             | Численность   | %             | Численность   | %             | Численность   | %             |
| ----------- | ------------- | ------------- | ------------- | ------------- | ------------- | ------------- | ------------- | ------------- | ------------- | ------------- | ------------- | ------------- | ------------- | ------------- |
| Ханьцы      | 547 283 057   | 93,94         | 651 296 368   | 94, 22        | 936 703 824   | 93,30         | 1 042 482 187 | 91,96         | 1 159 400 000 | 91,59         | 1 225 932 641 | 91,51         | 1 286 311 334 | 91,11         |
| Меньшинства | 35 320 360    | 6,06          | 39 883 909    | 5,78          | 67 233 254    | 6,70          | 91 200 314    | 8,04          | 106 430 000   | 8,41          | 113 792 211   | 8,49          | 125 467 390   | 8,89          |
| Чжуаны      | 6 611 455     | 1,13          | 8 386 140     | 1,21          | 13 378 000    | 1,32          | 15 489 630    | 1,37          | 16 178 811    | 1,28          | 16 926 381    | 1,26          | 17 673 950    | 1,25          |
| Уйгуры      | 3 640 125     | 0,62          | 3 996 311     | 0,58          | 5 986 869     | 0,59          | 7 214 431     | 0,64          | 8 399 393     | 0,66          | 10 069 346    | 0,75          | 11 739 300    | 0,83          |
| Хуэйцы      | 3 559 350     | 0,61          | 4 473 147     | 0,64          | 7 227 022     | 0,71          | 8 602 978     | 0,76          | 9 816 802     | 0,78          | 10 586 087    | 0,79          | 11 355 372    | 0,80          |
| Маньчжуры   | 2 418 931     | 0,42          | 2 695 675     | 0,39          | 4 299 159     | 0,42          | 9 821 180     | 0,87          | 10 682 263    | 0,84          | 10 387 958    | 0,78          | 10 093 653    | 0,71          |
| Мяо         | 2 511 339     | 0,43          | 2 782 088     | 0,40          | 5 036 377     | 0,50          | 7 398 035     | 0,65          | 8 940 116     | 0,71          | 9 426 007     | 0,70          | 9 911 898     | 0,70          |
| И           | 3 254 269     | 0,56          | 3 380 960     | 0,49          | 5 457 251     | 0,54          | 6 572 173     | 0,58          | 7 762 286     | 0,61          | 8 714 393     | 0,65          | 9 666 500     | 0,68          |
| Туцзя       |               |               | 524 755       | 0,07          | 2 834 732     | 0,28          | 5 704 223     | 0,50          | 8 028 133     | 0,63          | 8 353 912     | 0,62          | 8 679 691     | 0,61          |
| Тибетцы     | 2 775 622     | 0,48          | 2 501 174     | 0,36          | 3 874 035     | 0,38          | 4 593 330     | 0,41          | 5 416 021     | 0,43          | 6 282 187     | 0,47          | 7 148 353     | 0,51          |
| Монголы     | 1 462 956     | 0,25          | 1 965 766     | 0,3           | 3 381 000     | 0,33          | 4 806 849     | 0,42          | 5 813 947     | 0,46          | 5 981 840     | 0,45          | 6 149 733     | 0,44          |
| Буи         | 1 247 883     | 0,21          | 1 348 055     | 0,19          | 2 122 389     | 0,21          | 2 545 059     | 0,22          | 2 971 460     | 0,23          | 2 870 034     | 0,21          | 2 768 608     | 0,20          |
| Корейцы     | 1 120 405     | 0,19          | 1 339 569     | 0,19          | 1 766 439     | 0,17          | 1 920 597     | 0,17          | 1 923 842     | 0,15          | 1 830 929     | 0,14          | 1 738 016     | 0,12          |
| Другие      | 6 718 025     | 1,15          | 7 015 024     | 1,01          |               |               | 16 531 829    | 1,46          | 20 496 926    | 1,62          | 22 363 137    | 1,67          | 28 542 316    | 2,02          |
| Всего, КНР  | 582 603 417   | 582 603 417   | 694 581 759   | 694 581 759   | 1 008 175 288 | 1 008 175 288 | 1 133 682 501 | 1 133 682 501 | 1 265 830 000 | 1 265 830 000 | 1 339 724 852 | 1 339 724 852 | 1 411 778 724 | 1 411 778 724 |

## Численность населения Китая до 1850 года
| Год           | Площадь пашни, млн. цин | Население, млн. | Площадь пашни на душу нас., му |
| ------------- | ----------------------- | --------------- | ------------------------------ |
| 2000 до н. э. |                         | 2               |                                |
| 0             |                         | 50              |                                |
| 500           |                         | 47              |                                |
| 1000          |                         | 87              |                                |
| 1391          | 3,6-8,5                 | 60-80           | 7-10                           |
| 1500          | ~7                      | ~110            | ~6,3                           |
| 1600          | ~7                      | ~200            | ~3,5                           |
| 1661          | 5,5                     | 105,3           | 5,2                            |
| 1675          | 6,1                     | 101,7           | 6                              |
| 1724          | 7,2                     | 130,6           | 5,5                            |
| 1753          | 7,8                     | 183,7           | 4,3                            |
| 1766          | 7,8                     | 208,1           | 3,8                            |
| 1812          | 7,9                     | 361,6           | 2,2                            |
| 1833          | 7,4                     | 398,9           | 1,9                            |
| 1850          | 7,7                     | 432,2           | 1,8                            |

| Год  | Площадь пашни, млн. цин | Население, млн. | Площадь пашни на душу нас., му |
| ---- | ----------------------- | --------------- | ------------------------------ |
| 1661 | 5,5                     | 105,3           | 5,2                            |
| 1675 | 6,1                     | 101,7           | 6                              |
| 1724 | 7,2                     | 130,6           | 5,5                            |
| 1753 | 7,8                     | 183,7           | 4,3                            |
| 1766 | 7,8                     | 208,1           | 3,8                            |
| 1812 | 7,9                     | 361,6           | 2,2                            |
| 1833 | 7,4                     | 398,9           | 1,9                            |
| 1850 | 7,7                     | 432,2           | 1,8                            |

| Год | Количество дворов (тыс.) | Количество ртов (тыс.) | Численность по Дж. Дюранду (млн.) |
| --- | ------------------------ | ---------------------- | --------------------------------- |
| 2   | 12 234                   | 59 595                 | 71                                |
| 57  | 4280                     | 21 008                 |                                   |
| 75  | 5861                     | 34 125                 |                                   |
| 88  | 7457                     | 43 356                 | 43                                |
| 105 | 9237                     | 53 256                 | 53                                |
| 125 | 9648                     | 48 691                 | 56                                |
| 140 | 9699                     | 49 150                 | 56                                |
| 144 | 9947                     | 49 731                 | 58                                |
| 145 | 9938                     | 49 524                 | 58                                |
| 146 | 9348                     | 47 567                 | 54                                |
| 157 | 10 678                   | 56 487                 | 62                                |

## Урбанизация
|                     | 1978        | 2000          | 2017          | 2020 (на 1 ноября) |
| ------------------- | ----------- | ------------- | ------------- | ------------------ |
| Общее население     | 962 590 000 | 1 267 430 000 | 1 390 080 000 | 1 411 778 724      |
| Городское население | 172 450 000 | 459 060 000   | 813 470 000   | 901 991 162        |
| Сельское население  | 790 140 000 | 808 370 000   | 576 610 000   | 509 787 562        |
| Доля горожан, %     | 17,92       | 36,22         | 58,52         | 63,89              |
| Доля сельчан, %     | 82,08       | 63,78         | 41,48         | 36,11              |

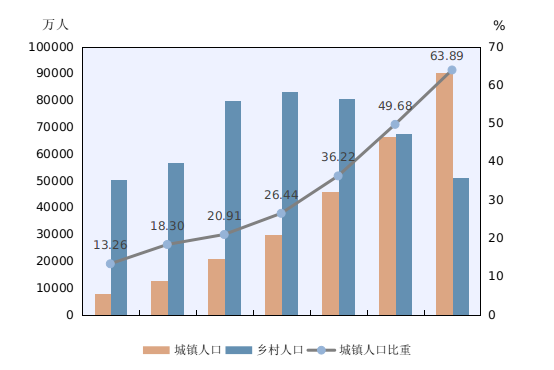
Соотношение городского и сельского населения Китая по данным национальных переписей КНР 1953, 1964, 1982, 2000, 2010 и 2020 годов

Для КНР характерны значительные темпы урбанизации, хотя городское население превысило сельское сравнительно недавно. В первые годы существования КНР доля городского населения Китая была невелика, но достаточно быстро росла. Например, по переписям 1953 года в городах проживало 13,2 % населения КНР (77,3 млн человек), а в 1964 году уже 18,3 % населения страны (127,1 млн человек). Следует учесть, что китайская статистика учёта городского населения очень специфична, а критерии отнесения населённого пункта к городу во II половине XX века значительно менялись. В 1955 году было установлено, что городом (ши) является населённый пункт, где проживают более 100 тыс. человек. В 1978 году была проведена административная реформа, которая закрепила, что городом является населённый пункт, где проживает более 3 тыс. человек, из которых 85 % заняты вне сельского хозяйства и который находится под непосредственным управлением уездной администрации. Одновременно в состав городов включили целый ряд сельских территорий. Снижение минимального числа жителей в населённом пункте со 100 тыс. до 3 тыс. позволило резко увеличить показатели урбанизации. Доля городского населения в КНР в 2020 году составила 63,89 %.

## Миграция
По мере роста зарплат, качества и уровня жизни всё большей проблемой для Китая становятся иммиграции на её территорию людей из других, более бедных стран Азии: Таиланда, Мьянмы, Вьетнама, Камбоджи, Лаоса, Индии, Индонезии и т. д. По состоянию на 2019 год китайская угроза для России маловероятна, из-за более высокого и быстрого роста зарплат в Китае, уровня жизни, продолжительности жизни, лучшего инвестиционного климата, лучших экономических показателей и возможностей как для работников, так и для работодателей. В ближайший годы в Китае будет преобладать иммиграция населения по экономическим причинам — из стран Восточной Европы в целом и из России в частности, как уже происходящая, всё большая, экономическая миграция граждан России в другие страны Азии: Японию, Южную Корею, Гонконг, Тайвань, Сингапур, Малайзию.